# Febra Zika
Febra Zika este o boală infecțioasă virală acută, provocată de virusul Zika transmisă omului prin înțepătura unui țânțar din genul Aedes infectat cu acest virus. Virusul Zika este un virus ARN monocatenar cu sens pozitiv din genul Flavivirus (familia Flaviviridae) identificat prima dată în 1947 la maimuța macac în pădurea tropicală Zika din Uganda (de unde și numele lui) și izolat la om în 1952 în Nigeria. Ulterior, cazuri izolate a fost raportate în Africa și Asia. Prima epidemie de febră Zika a avut loc în regiunea pacifică în 2007 (insula Yap), ulterior în  2013 (Polinezia Franceză), apoi în 2015 în Africa (Capul Verde) și America de Sud (Brazilia și Columbia). De aici, virusul Zika s-a răspândit rapid în mai multe țări din America de Sud și America Centrală. Organizația Mondială a Sănătății (OMS) a anunțat pe 28 ianuarie 2016 că 3-4 milioane de persoane ar putea fi infectate în acest an cu virusul Zika în America.
Perioada de incubație este de 3-12 zile. Majoritatea pacienților sunt asimptomatici (60-80%), iar cazurile manifeste clinic sunt îmbolnăviri ușoare care dispar în 2-7 zile, fără decese. Principalele simptome sunt erupția cutanată (un exantem macular sau papular care apare inițial pe față și apoi se extinde pe tot corpul), febra moderată, artralgiile, mialgiile, cefaleea, conjunctivita nepurulentă cu hiperemie conjunctivală. Este posibilă transmiterea virusului de la om la om pe cale sexuală sau prin sânge și produse de sânge. Virusul probabil se poate transmite și transplacentar de la mamă la făt sau în timpul travaliului unei mame aflate în fază viremică. Au fost descrise două tipuri de complicații severe probabil legate de infecția cu virusul Zika: complicații neurologice, inclusiv sindromul Guillain-Barré, și malformații congenitale: microcefalie (dimensiune mică a craniului și a creierului) la făt și nou-născuți. Datorită creșterii alarmante a numărului de cazuri de nou-născuți cu microcefalie în nordul Braziliei Organizația Mondială a Sănătății a declarat febra Zika o urgență internațională de sănătate publică.
Diagnosticul biologic al infecției cu virusul Zika se bazează pe tehnici de biologie moleculara (RT-PCR) pe prelevări în faza acută a bolii. Până în prezent, nu există nici un tratament antiviral specific sau vaccin disponibil împotriva infecției cu virusul Zika. Cea mai bună formă de prevenție este evitarea înțepăturilor de țânțar.